# Pterolophia nigrocirculatipennis
Pterolophia nigrocirculatipennis là một loài bọ cánh cứng trong họ Cerambycidae.